# Ctenitis meridionalis
Ctenitis meridionalis là một loài thực vật có mạch trong họ Dryopteridaceae. Loài này được (Poir.) Ching miêu tả khoa học đầu tiên năm 1940.